# Departamento de Momo
Momo es un departamento de la región Noroeste de Camerún. En noviembre de 2005 tenía una población censada de 138 693 habitantes.
Está formado por los siguientes municipios:
- Batibo 44,619
- Mbengwi 31,591
- Ngie 17,697
- Njikwa 16,634
- Widikum-Menka 28,152